# Josep d'Arimatea
Josep d'Arimatea és un personatge que segons els evangelis, després de la crucifixió de Jesús, va demanar a Ponç Pilat enterrar-lo en un sepulcre nou, del qual era propietari. Amb l'ajut de Nicodem i possiblement d'alguns servents, va desclavar el cos de la creu i el va embolcallar en un llençol. Aquest era, probablement, una peça de lli amb la forma de tovallola allargada que dona la volta sencera al cos. D'aquesta manera el cadàver de Jesús va ser baixat des del Gòlgota fins al sepulcre, lloc actual on es troba la Basílica del Sant Sepulcre. Existeix un text escrit en grec cap al segle v, la Declaració de Josep d'Arimatea, una continuació de les Actes de Pilat, on es descriu la crucifixió entre els dos lladres, el descendiment de la creu, la sepultura i la resurrecció.
Era membre del Sanedrí, el tribunal suprem dels jueus, i un "home ric" segons Mateu, un home "il·lustre" segons Marc, una "persona bona i honrada" segons Lluc, "...que era deixeble de Jesús" segons Mateu, "però clandestí per por a les autoritats jueves", segons Joan.
La tradició catòlica el té com el sant patró dels embalsamadors i enterramorts.

## Llegenda de Josep d'Arimatea predicador

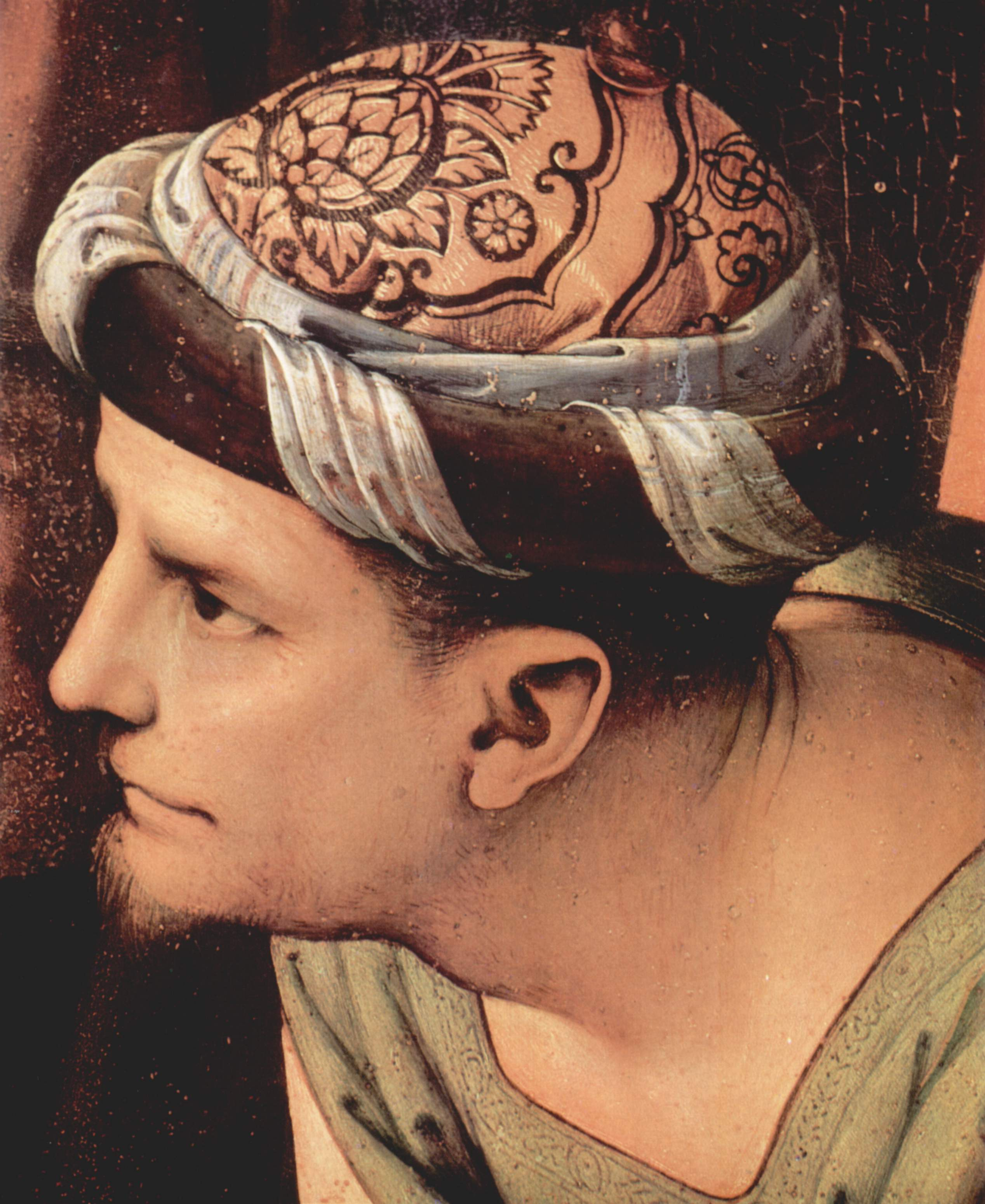
Josep d'Arimatea, per Pietro Perugino

Una tradició medieval converteix Josep d'Arimatea en predicador, natural d'Arimathea i enviat per l'apòstol Felip a predicar l'evangeli a Britànnia. Aquesta tradició fou reconeguda i impulsada pel Concili de Constança el 1414. Alguns historiadors el fan autor d’Epistolae quaedam ad Ecclesias Britannoruma però hi ha seriosos dubtes fins i tot de l'existència d'aquest escrit.
La llegenda, desenvolupada durant l'edat mitjana, fa de Josep el custodi del Sant Greal, que ell mateix hauria dut a Europa.